# 酒呑童子山
酒呑童子山（しゅてんどうじさん）は、大分県日田市にある山である。標高は1,180.5m。

## 概要
大分県日田市の中津江村と上津江町（旧上津江村）の境界にあり、春にはドウダンツツジやシャクナゲの花の名所、秋にはドウダンツツジやモミジの紅葉の名所として知られる。
津江山系県立自然公園に指定されている。

## 山名の由来
酒呑童子としてよく知られるのは、大江山に棲んだ鬼の伝説であるが、この山の名前の由来については、逆に、酒を飲む童子が鬼を退治したという伝承が伝わっている。それによると、昔、日田で生まれたある子供が乳の代わりに酒を呑むため、酒呑童子と名付けられた。童子が小便をした田畑は作物がよく実ると評判であった。近くの山に鬼が出ると聞いた童子が退治に出かけたところ、鬼と酒の飲み比べになったが、ともに50升を飲み干し、51升目にかかったところでついに鬼がたおれてしまった。童子がたまった小便をするとその流れは川となり、鬼は流されていった。その川が今の津江川で、山は酒呑童子山と呼ばれるようになったという。